# Львівський навчально-науковий центр професійної освіти НПУ імені М. П. Драгоманова
Львівський навчально-науковий центр професійної освіти НПУ ім. М. П. Драгоманова — навчально-наукова установа Національної академії педагогічних наук України і Національного педагогічного університету імені М. П. Драгоманова.

## Історія
Львівський науково-практичний центр професійно-технічної освіти створено 25 травня 1994 р. як підрозділ Інституту педагогіки і психології професійної освіти АПН України з метою здійснення фундаментальних і прикладних досліджень, спрямованих на вирішення актуальних теоретичних і методичних проблем педагогіки і психології професійної, зокрема професійно-технічної освіти.
Згідно з постановою Президії АПН України від 17 листопада 2005 р. (протокол № 1-7/13-23) Центр перетворено у самостійну наукову установу, підпорядковану Академії педагогічних наук України, його перейменовано на Львівський науково-практичний центр професійно-технічної освіти АПН України.
Із лютого 2016 року заклад має назву Львівський навчально-науковий центр професійної освіти Національного педагогічного університету імені Михайла Драгоманова.

## Наукова діяльність
За час своєї діяльності Центр виконав низку психолого-педагогічних досліджень у царині розвитку професійної освіти України, зробив внесок у становлення системи неперервної професійної підготовки фахівців для сучасного ринку праці, зайняв гідне місце серед наукових установ Західного регіону України. Із його участю розробляються перспективні державні програми, концепції подальшого розвитку національної професійної освіти.
Основні напрями Центру:
1. Теоретичні та методичні засади професійної адаптації учнів ПТНЗ у процесі вивчення гуманітарних дисциплін.
2. Теорія і методика професійно спрямованого вивчення природничо-математичних дисциплін у професійно-технічних навчальних закладах в умовах регіону.
3. Теоретичні та методичні основи підвищення якості професійно-практичної підготовки учнів професійно-технічних навчальних закладів.
4. Управління якісною підготовкою фахівців у професійно-технічних навчальних закладах на основі маркетингу ринку праці та освітнього моніторингу в умовах регіоналізації.

## Фахові періодичні видання Центру
- «Науково-методичний вісник»
- фаховий науковий журнал «Педагогіка і психологія професійної освіти» (спільно з Інститутом педагогічної освіти і освіти дорослих ім. Івана Зязюна)